# 지큐 (선박)

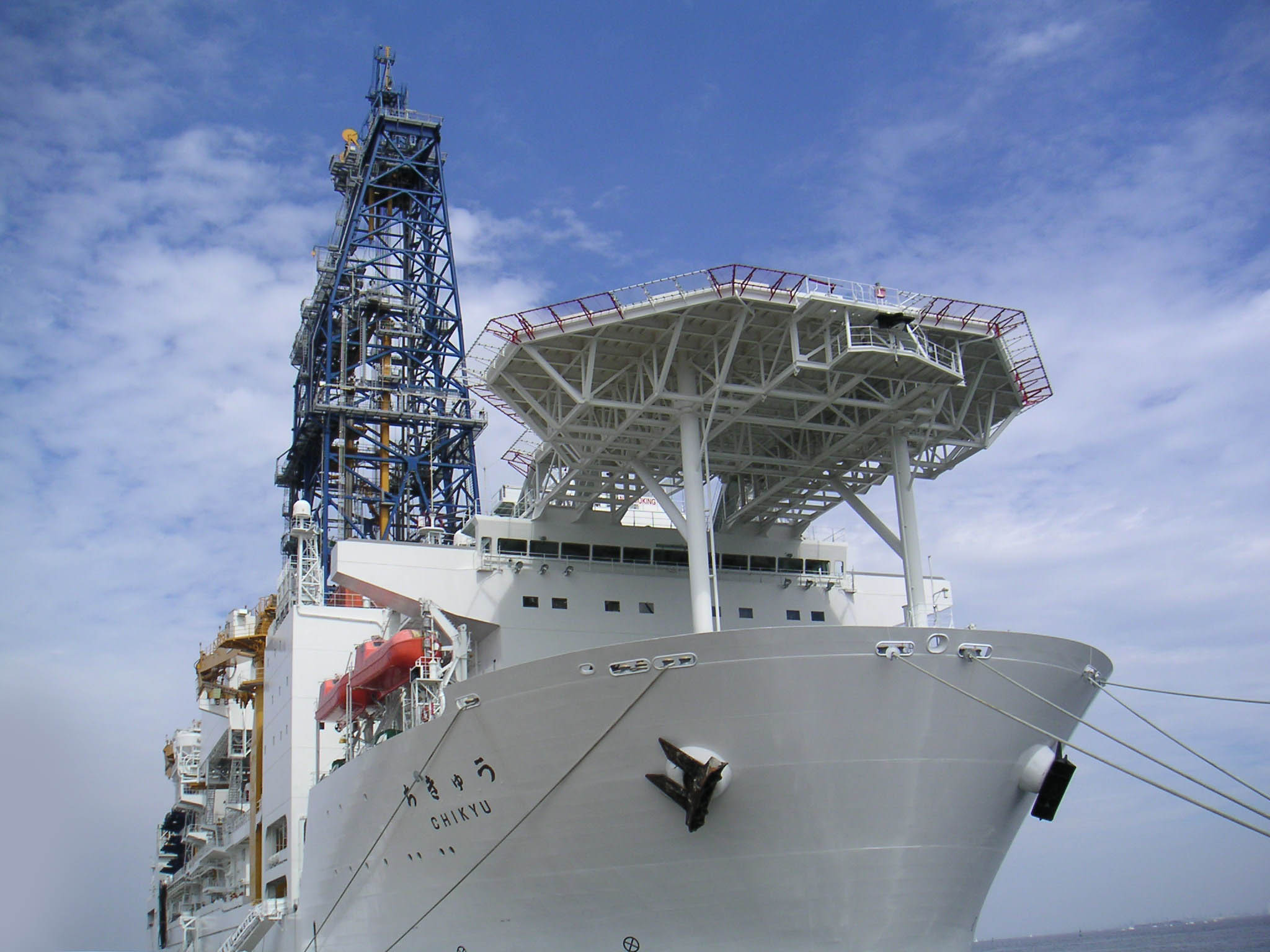
지큐

지큐(ちきゅう)는 일본에서 2007년에 만든 해양시추선이다. 해저면에서 최대 7km까지 시추할 수 있다. 해양지각의 두께가 6km 정도이므로 이론상 맨틀까지 시추할 수 있는 최초의 시추장비이다. 거대한 배이며 높이 130m, 길이 210m이고 배수량이 5만 8천톤이다.

## 같이 보기
- 모호로비치치 불연속면